# Stefan Wilczek
Stefan Wilczek (ur. 21 grudnia 1936 w Podwilku) – polski działacz samorządowy i partyjny, w latach 1973–1976 naczelnik i prezydent Będzina.

## Życiorys
Syn Alojzego i Cecylii. Ukończył studia magisterskie na Wydziale Filozoficzno-Historycznym Uniwersytetu Jagiellońskiego. W 1961 objął posadę nauczyciela w Liceum Ogólnokształcącym dla Pracujących w Będzinie. W 1962 wstąpił do Polskiej Zjednoczonej Partii Robotniczej. W 1962 został zatrudniony w Prezydium Powiatowej Rady Narodowej w Będzinie, należał do plenum i egzekutywy, a od 1966 do 1968 był I sekretarzem Komitetu Zakładowego PZPR tamże. Następnie pomiędzy 1968 a 1971 pracował jako starszy instruktor w Wydziale Organizacyjnym Komitetu Wojewódzkiego PZPR w Katowicach. Od 1971 do 1973 członek egzekutywy i sekretarz ds. organizacyjnych w Komitecie Dzielnicowym „Katowice-Wschód” PZPR. W grudniu 1973 objął stanowisko naczelnika miasta Będzina, przekształcone ok. 1975 w funkcję prezydenta. Zajmował je do 1976.

## Odznaczenia
- Odznaka „Zasłużony dla Województwa Katowickiego”
- Srebrny Krzyż Zasługi
- Brązowy Medal za Zasługi dla Obronności Kraju
- Medal XXX-lecia PRL[2]